# Белмонт (Західна Вірджинія)
Белмонт (англ. Belmont) — місто (англ. town) в США, в окрузі Плезантс штату Західна Вірджинія. Населення — 875 осіб (2020).

## Географія
Белмонт розташований за координатами 39°22′42″ пн. ш. 81°15′46″ зх. д. / 39.37833° пн. ш. 81.26278° зх. д. (39.378226, -81.262833).  За даними Бюро перепису населення США в 2010 році місто мало площу 1,06 км², з яких 1,06 км² — суходіл та 0,00 км² — водойми.

## Демографія
Згідно з переписом 2010 року, у місті мешкали 903 особи в 361 домогосподарстві у складі 234 родин. Густота населення становила 851 особа/км².  Було 395 помешкань (372/км²).
Расовий склад населення:
| - 97,2 % — білих - 0,7 % — корінних американців - 0,3 % — чорних або афроамериканців - 0,1 % — азіатів |

До двох чи більше рас належало 1,6 %. Частка іспаномовних становила 0,8 % від усіх жителів.
За віковим діапазоном населення розподілялося таким чином: 22,6 % — особи молодші 18 років, 55,6 % — особи у віці 18—64 років, 21,8 % — особи у віці 65 років та старші. Медіана віку мешканця становила 44,7 року. На 100 осіб жіночої статі у місті припадало 81,3 чоловіків;  на 100 жінок у віці від 18 років та старших — 73,9 чоловіків також старших 18 років.
Середній дохід на одне домашнє господарство  становив 50 303 долари США (медіана — 39 375), а середній дохід на одну сім'ю — 55 940 доларів (медіана — 43 611). Медіана доходів становила 35 250 доларів для чоловіків та 33 125 доларів для жінок. За межею бідності перебувало 26,5 % осіб, у тому числі 46,4 % дітей у віці до 18 років та 3,9 % осіб у віці 65 років та старших.
Цивільне працевлаштоване населення становило 307 осіб. Основні галузі зайнятості: освіта, охорона здоров'я та соціальна допомога — 29,3 %, виробництво — 16,6 %, роздрібна торгівля — 12,1 %, науковці, спеціалісти, менеджери — 8,8 %.